# Abrochia munda
Abrochia munda là một loài bướm đêm thuộc phân họ Arctiinae, họ Erebidae.